# 周学昌
周 学昌（しゅう がくしょう、1898年3月19日〈光緒24年2月27日〉 - 1952年3月19日）は、中華民国の政治家。南京国民政府（汪兆銘政権）の要人である。字は芝侯。

## 事跡
国立北京大学、広東大学を卒業し、1925年（民国14年）、黄埔軍官学校教官となる。以後、北伐東路軍第2師政治部主任、国民政府労工部調査科主任、中国国民党党員志願軍団秘書長兼政治部主任、中央党部幹事、山東棗荘鉱区工会指導主任、北平市党務指導委員と歴任した。
1931年（民国20年）、北平市政府教育局局長に任命される。翌年10月、陝西省政府委員兼教育庁庁長、同省党部執行委員となった。1938年（民国27年）、西康建省委員となる。
1939年（民国28年）8月、汪兆銘に合流し、その下で国民党中央委員に任命された。翌年9月、中央党務訓練団教育長に任命されている。1941年（民国30年）2月、東亜聯盟中国総会理事会副秘書長となる。5月、同南京分会常務理事兼書記長に異動した。8月、国民政府社会行動指導委員会委員となる。9月、糧食管理委員会常務委員に任ぜられた。12月、南京特別市市長に任命され、汪兆銘政権崩壊までその地位にあった。翌年2月には、新国民運動促進委員会委員となっている。
日本敗北直後の8月17日、周仏海の配下である税警局隊長・周鎬率いる南京国民政府税警団の一部が、南京の中央儲備銀行総部の建物を占拠し、南京国民政府軍の武装解除と政府要員の逮捕を開始した（周鎬事件）。このとき、周学昌も税警団に逮捕されたが、支那派遣軍総参謀副長今井武夫が周鎬を説得したことにより、釈放された。
同年9月26日、蔣介石の国民政府により周学昌は漢奸として逮捕された。翌1946年（民国35年）10月19日、死刑判決を言い渡され、1947年（民国36年）5月の上訴審でも死刑判決は維持された。しかし、その後死刑は結局執行されず、1949年（民国38年）1月、南京から上海に移送され、中華人民共和国成立後も上海で収監され続けた。
1952年11月27日、周学昌はそのまま上海提籃橋監獄で病没した。享年55（満54歳）。

## 注
1. ↑  鄭仁佳「周学昌小伝」による。徐友春主編『民国人物大辞典 増訂版』939頁は、1897年（清光緒23年）生まれとしている。
2. ↑  徐同上による。劉寿林ほか編『民国職官年表』1134頁は「1942年1月就任」としている。
3. ↑  劉傑『漢奸裁判』、156-157頁。なお、徐友春同上は、周学昌は「京滬行動総隊」により8月16日に逮捕された、としている。
4. ↑  余子道ほか1615頁による。鄭同上は同年11月26日としている。